# Whonix
Whonix je distribuce Linuxu založená na distribuci Debian. Systém cílí na co nejvyšší bezpečnost, soukromí a anonymita uživatele, k čemuž využívá kombinace dvou virtuálních strojů – Whonix Workstation, samotnou pracovní stanici, a Whonix Gateway, bránu pro síť Tor, přičemž veškerá komunikace přes internet včetně aktualizací je anonymizovaná právě přes nástroj Tor. Balíčkovacím systémem distribuce je APT.

## Historie
Koncept systému vyvinul vývojář známý pod jménem Proper v roce 2012. Tehdy uveřejnil na stránkách projektu Tor tzv. TorBOX – návod, jak sestrojit podobný systém, a základní skripty. K projektu se připojili další vývojáři přidávající další software a ještě ten rok se systém přejmenoval nejprve na AOS (z anonymous operating system) a potom na Whonix. Cílem tak bylo vyvinout už plnohodnotný operační systém. První pokusy probíhaly na Ubuntu, ale kvůli potenciálním problémům se soukromím bylo od Ubuntu upuštěno a byl použit Debian.